# Jean Lecamus
Pour les articles homonymes, voir Lecamus et Camus.
Jean Lecamus, dit « Camus », baron de Moulignon, né le 6 avril 1762 à Aubusson (province de la Marche, aujourd'hui dans le département de la Creuse), mort le 4 juillet 1846 à Andlau (Bas-Rhin), est un général de brigade du Premier Empire.

## Biographie
Il est le fils de Henri Le Camus, cavalier de maréchaussée, et de Jeanne Marie Michard, son épouse.

### Guerres révolutionnaires
Soldat le 7 juillet 1779, dans le régiment de Beauvoisis (57e d'infanterie), il fait les campagnes de 1780 et 1781 en Corse, obtient son congé le 11 juin 1781 et est élu le 3 septembre 1792, sergent-major au 4e bataillon de volontaires de Paris (108e demi-brigade).
Capitaine-quartier-maître de ce bataillon le 19 septembre 1792, il part pour l'armée de la Moselle, devient adjoint aux adjudans-généraux de l'armée du Rhin le 25 avril 1793, et est nommé par le représentant du peuple Merlin, chef de bataillon devant Mayence le 3 frimaire an III.
Adjudant-général chef de brigade à l'armée de Rhin-et-Moselle le 25 prairial de la même année, il vient à l'armée de l'Intérieur à la fin de brumaire an IV. Il préside en l'an V le 1er conseil de guerre de la 17e division militaire à Paris, et rejoint l'armée du Danube en thermidor an VII en qualité de chef d'état-major de l'avant-garde. Il est employé par le général Ney dans plusieurs circonstances difficiles, et il s'acquitte toujours fort habilement des différentes missions qui lui sont confiées. Il se trouve chargé de l'attaque de la tête de pont du Main dans la nuit du 24 vendémiaire an VIII, qui précède la prise de Mannheim.
À cette même époque, chef d'état-major de la 2e division de l'armée du Rhin le 21 prairial, il se rend à Boulogne à la fin de messidor an IX pour prendre le commandement des troupes embarquées sous les ordres de l'amiral Latouche-Tréville : il est sur la canonnière no 7 aux affaires des 16 et 28 thermidor, lors de l'attaque et du bombardement de la flottille.
Inscrit sur le tableau des adjudants-commandants le 15 thermidor, et envoyé en cette qualité dans la 12e division militaire le 29 frimaire an IX, il est appelé le 28 pluviôse à l'état-major du ministre de la Guerre. Il le suit sur les côtes le 18 vendémiaire et prend le 14 pluviôse le commandement du grand quartier-général des camps formant l'armée des côtes de l'Océan.

### Guerres napoléoniennes
Officier de la Légion d'honneur à la promotion du 25 prairial an XII, et commandant de l'Ordre, après la campagne d'Austerlitz le 5 nivôse an XIV, il est promu au grade de général de brigade le 1er mars 1806. Il sert en Autriche (1805), en Prusse (1806) et en Pologne (1807) en qualité d'aide-major-général jusqu'à la paix de Tilsitt.
Il remplit les mêmes fonctions à l'armée d'Espagne en novembre 1808, retourne en Allemagne en 1809, à l'ouverture de la campagne de Wagram, et commande la ville de Vienne (Autriche) depuis le 26 mai 1809 jusqu'à l'évacuation de cette capitale par les troupes françaises. Il retourne en Espagne le 15 janvier 1811 en qualité de chef d'état-major de l'armée du Nord, et il prend après la bataille de Vitoria le commandement d'une brigade de la division Taupin, à la tête de laquelle il est blessé d'un coup de feu à la cuisse gauche, et est renversé de cheval en essayant de débloquer Pampelune le 28 juillet.
Autorisé par l'Empereur à rentrer en France pour y donner des soins à sa santé le 3 août, il peut rejoindre le 2e corps de la Grande Armée comme chef d'état-major le 6 janvier 1814, et reçoit un coup de biscaïen dans le genou droit à Craonne le 7 mars.

### RestaurationetCent-Jours
Le gouvernement royal le met en non-activité le 15 juillet et le crée chevalier de Saint-Louis le 19. Mais au retour de l'île d'Elbe, il a le 29 mars 1815, le commandement du département de Seine-et-Marne, qu'il conserve jusqu'au 1er août, époque à laquelle il rentre de nouveau dans ses foyers. Compris comme disponible dans le cadre de l'état-major général, il est admis à la retraite le 1er janvier[1825.
Le baron de Moulignon est élu maire de Saint-Fargeau (Seine-Marne) en 1831.

## État de service
- Volontaire dans la Garde nationale de Paris le 16 juillet 1789 ;
- Sergent-major le 3 septembre 1792 ;
- Capitaine le 19 septembre 1792 ;
- Adjudant-général chef de bataillon à titre provisoire le 23 novembre 1794 ;
- Adjudant-général chef de bataillon le 10 décembre 1794 ;
- Adjudant-général chef de brigade le 13 juin 1795 ;
- Général de brigade le 1er mars 1806 ;
- Aide-major général de la Grande Armée du 1er mars 1806 au 15 novembre 1808 ;
- Affecté à l'état-major général de l'armée d'Espagne du 15 novembre 1808 au 5 mai 1809 ;
- Affecté à l'état-major général de l'armée d'Allemagne du 5 mai 1809 au 15 janvier 1811;
- Chef d'état-major de l'armée du Nord (Espagne) du 15 janvier 1811 au 16 juillet 1813 ;
- Commandant de la 2e brigade de la 8e division de l'armée des Pyrénées du 16 juillet 1813 au 3 août 1813 ;
- Chef d'état-major du 2e corps de la Grande Armée du 6 janvier 1814 au 7 mars 1814 ;
- Mis en non-activité le 15 juillet 1814 ;
- Commandant du département de Seine-et-Marne du 29 mars 1815 au 1er août 1815 ;
- Mis en non-activité le 1er août 1815 ;
- Mis en disponibilité du 30 décembre 1818 au 1er janvier 1825 ;
- Admis en retraite le 1er janvier 1825 .

## Titres
- Donataire (revenus : 10 000 fr.) en Westphalie[2] ;
- Baron de Moulignon et de l'Empire (titre accordé par décret du 19 mars 1808 et lettres patentes du 2 juillet 1808, signées à Bayonne) ;

## Distinctions
| Commandant de la Légion d'honneur | Chevalier de Saint-Louis | Ordre du Mérite militaire (Wurtemberg) |

- Légion d'honneur 5 février 1804 :
  - Officier (25 prairial an XII : 14 juin 1804), puis,
  - Commandant de la Légion d'honneur (5 nivôse an XIV : 25 décembre 1805) ;
- Chevalier de Saint-Louis (19 juillet 1814) ;

 Royaume de Wurtemberg
- Chevalier de l'Ordre du Mérite militaire (Wurtemberg).

## Armoiries
| Figure | Blasonnement |
|        | Armes du baron de Moulignon et de l'Empire Parti d'or et de sable; au chevron de l'un en l'autre, accompagné, sur l'or, d'un anneau d'azur, sur le sable, d'un anneau d'or; au comble d'azur chargé de deux étoiles à cinq raiz d'argent; quartier des barons militaires brochant sur le tout., - Livrées : les couleurs de l'écu. |

## Union et postérité
Jean Lecamus épouse le 7 août 1797 à Paris (contrat de mariage passé devant Me Chambette, notaire à Paris), Andréanne Ract Madoux (17 mars 1764 - Chevron (Savoie) † 14 mai 1835 - château de Vincennes)
, fille de Pierre François Ract Madoux (1720-1790), égrège, notaire ducal à Chevron et de Marguerite Cornuty (1712-1764).
- Ensemble, ils ont:
  - Jean Achille (1798 † 12 mars 1808 - Moulignon, Seine-et-Marne) ;
  - André Victor (13 avril 1802, Paris † 10 mars 1834 - Moulignon).
  - Jenny (14 germinal an XI (4 avril 1803) - Moulignon † 12 octobre 1838 - Paris), mariée, le (22 février 1830 à Saint-Fargeau (Seine-Marne), avec Jean-Pierre Abel-Rémusat (1788-1832), médecin, professeur de chinois au Collège de France, etc., sans hoirs. Veuve, elle se remarie, le 17 mars 1836 à Paris (La Madeleine), avec Philippe, 1er baron Hallez et de l'Empire (1778-1842), inspecteur général des subsistances, général de brigade de la Garde nationale de Paris, député du Bas-Rhin (1837-1844), sans postérité.
  - Andréanne (née le 15 germinal an XI (4 avril 1803) - Moulignon).
  - Zélie (2 brumaire an XIV (24 octobre 1805), Moulignon † 8 juin 1807, Moulignon).